# WrestleMania 34
WrestleMania 34 è stata la trentaquattresima edizione dell'omonimo evento in pay-per-view prodotto annualmente dalla WWE. L'evento si è svolto l'8 aprile 2018 al Mercedes-Benz Superdome di New Orleans (Louisiana).
Dopo l'assenza dell'anno precedente, i due telecronisti italiani Luca Franchini e Michele Posa sono tornati a bordo ring per commentare lo show dal vivo.

## Produzione
WrestleMania è considerata come l'evento di bandiera della WWE ed è stata descritta come il Super Bowl dello "sport entertainment".
Per il tema dell'evento, la WWE ha scelto il Carnevale di New Orleans (non a caso sullo stage la scritta "WrestleMania" era posizionata su una maschera carnevalesca).

## Storyline
Il 28 gennaio, alla Royal Rumble, il WWE Champion AJ Styles ha difeso con successo il titolo in un 2-on-1 Handicap match contro Kevin Owens e Sami Zayn. Più tardi, inoltre, Shinsuke Nakamura ha vinto il Royal Rumble match maschile eliminando per ultimo Roman Reigns, conquistando dunque il diritto di sfidare il detentore del WWE Championship a WrestleMania 34. L'11 marzo, a Fastlane, AJ Styles ha difeso con successo il titolo in un Six-pack Challenge match contro Baron Corbin, Dolph Ziggler, John Cena, Kevin Owens e Sami Zayn. Così facendo Styles ha cementato il suo match a WrestleMania contro Nakamura.
Alla Royal Rumble, l'Universal Champion Brock Lesnar ha difeso con successo il titolo in un Triple Threat match che includeva anche Braun Strowman e Kane. Il 25 febbraio, a Elimination Chamber, Roman Reigns ha vinto l'Elimination Chamber match che comprendeva anche Braun Strowman, Elias, Finn Bálor, John Cena, The Miz e Seth Rollins, conquistando così l'opportunità di sfidare Lesnar a WrestleMania 34 per l'Universal Championship.
Sempre alla Royal Rumble, Asuka ha vinto il primo Royal Rumble match femminile della storia eliminando per ultima Nikki Bella, e conquistando così il diritto di affrontare o la SmackDown Women's Champion Charlotte Flair o la Raw Women's Champion Alexa Bliss. Ad Elimination Chamber, in seguito, Asuka ha sconfitto Nia Jax, la quale se avesse vinto si sarebbe inserita nel match titolato di WrestleMania 34. A Fastlane, Charlotte ha difeso con successo lo SmackDown Women's Championship dall'assalto di Ruby Riott e, al termine del match, Asuka si è presentata sul ring per sfidare Charlotte ad un match titolato per WrestleMania 34. Data la decisione presa da parte di Asuka, quest'ultima verrà automaticamente trasferita nel roster di SmackDown in caso di vittoria del titolo a WrestleMania.
Il 23 gennaio Enzo Amore, detentore del Cruiserweight Championship, è stato prima sospeso e poi rilasciato dalla WWE a seguito della pubblicizzazione di cause legali (legit). Il titolo è stato dunque reso vacante e il nuovo General Manager di 205 Live, Drake Maverick, ha sancito un torneo a sedici uomini per la riassegnazione della cintura, con la finale che avrà luogo a WrestleMania 34. Tale finale avrebbe visto affrontarsi Cedric Alexander e Mustafa Ali.
Nella puntata di Raw del 26 febbraio l'Intercontinental Champion The Miz è stato sconfitto prima da Seth Rollins e, successivamente, da Finn Bálor (in entrambi i casi in un match non titolato). Nella puntata di Raw del 5 marzo The Miz e il Miztourage (Bo Dallas e Curtis Axel) sono stati sconfitti da Finn Bálor e Seth Rollins in un 3-on-2 Handicap match. A fine incontro, inoltre, il General Manager Kurt Angle ha annunciato che The Miz dovrà difendere il suo titolo intercontinentale contro Bálor e Rollins in un Triple Threat match.
Al termine della Royal Rumble femminile, Ronda Rousey ha fatto il suo debutto ufficiale in WWE, salendo sul ring assieme alla fresca vincitrice della Rumble, Asuka, mentre questa decideva chi affrontare a WrestleMania 34 tra la campionessa di SmackDown Charlotte Flair e quella di Raw Alexa Bliss. Ronda, tuttavia, si è limitata a indicare il logo di WrestleMania e a stringere la mano a Stephanie McMahon, presente al tavolo dei commentatori. Ad Elimination Chamber, la Rousey viene accolta con tutti gli onori sia dal pubblico che da Triple H e Stephanie, ma poco prima di firmare il contratto Kurt Angle le rivela che l'Authority non ha digerito l'affronto risalente a WrestleMania 31, che probabilmente le tenteranno tutte per manipolarla in qualche modo e addirittura che Stephanie si è detta in grado di batterla: dopo alcuni attimi concitati, Ronda sbatte Triple H sul tavolo dove sarebbe dovuta avvenire la firma e Stephanie le tira uno schiaffo. Nella successiva puntata di Raw Ronda ha avuto un nuovo confronto con Triple H e Stephanie e, in suo soccorso, è giunto Angle che, tuttavia, è stato messo a terra da Triple H. Nella puntata di Raw del 5 marzo Angle ha sancito che a WrestleMania 34 lui e Ronda affronteranno Triple H e Stephanie McMahon.
Il 15 marzo è stata annunciata dalla WWE la prima edizione della WrestleMania Women's Battle Royal (in origine nota come Fabulous Moolah Memorial Battle Royal ma a seguito di alcune controversie legate al passato della Moolah il suo nome è stato rimosso).
L'11 marzo, a Fastlane, AJ Styles ha difeso con successo il WWE Championship in un Six-pack Challenge match contro Baron Corbin, Dolph Ziggler, John Cena, Kevin Owens e Sami Zayn; durante tale match, il Commissioner Shane McMahon è intervenuto per interrompere gli schienamenti sia di Owens che di Zayn. Nella puntata di SmackDown del 13 marzo Shane ha annunciato che, a WrestleMania, Owens e Zayn si sarebbero affrontati. Successivamente, nella puntata di SmackDown del 20 marzo il General Manager Daniel Bryan ha annunciato il suo ritorno sul ring ma è stato brutalmente attaccato da Owens e Zayn, i quali sono stati poi licenziati per le loro azioni (Kayfabe). Nella successiva puntata di SmackDown del 27 marzo Bryan ha annunciato che lui e Shane McMahon affronteranno a WrestleMania Owens e Zayn e, qualora questi due vincessero, verranno riassunti; questo, inoltre, sarà il primo incontro di Bryan dopo due anni di inattività.
Nella puntata di Raw del 19 marzo è stata confermata la quinta edizione dell'annuale André the Giant Memorial Battle Royal.
Nella puntata di Raw del 12 marzo Alexa Bliss e Mickie James hanno insultato nel backstage Nia Jax, scatenando la furia di quest'ultima. Nella puntata di Raw del 19 marzo Alexa è stata sconfitta da Asuka per count-out e, successivamente, Nia Jax è accorsa per attaccare la Bliss, che si è però data alla fuga. In seguito, nel backstage, il General Manager Kurt Angle ha annunciato che Alexa Bliss dovrà difendere il Raw Women's Championship contro Nia Jax a WrestleMania.
Nella puntata di Raw del 12 marzo Braun Strowman ha partecipato ad una Battle Royal per determinare i contendenti nº1 al Raw Tag Team Championship di Cesaro e Sheamus, vincendola da solo (pur non avendo un partner). Nella successiva puntata di Raw del 19 marzo il General Manager Kurt Angle ha annunciato che Cesaro e Sheamus dovranno difendere i titoli di coppia di Raw a WrestleMania contro Braun Strowman e un partner a sua scelta.
A Fastlane, Randy Orton ha sconfitto Bobby Roode conquistando così lo United States Championship per la prima volta; in seguito, Jinder Mahal è accorso sul ring ma è stato colpito, insieme a Orton, dal Glorious DDT di Roode. Due sere dopo, a SmackDown, Roode ha chiesto un rematch contro Orton a WrestleMania, con Mahal che ha successivamente sconfitto lo stesso Roode. La settimana dopo è stato annunciato che Orton dovrà difendere lo United States Championship in un Triple Threat match che comprenderà anche Bobby Roode e Jinder Mahal. Nella puntata di SmackDown del 27 marzo Jinder Mahal e Rusev hanno sconfitto Bobby Roode e Randy Orton, con Rusev che ha schienato Orton; per questo, nel backstage, Rusev ha chiesto e ottenuto il diritto di essere aggiunto al match per lo United States Championship a WrestleMania, trasformandolo in un Fatal 4-Way match.
L'11 marzo, a Fastlane, il match tra Kofi Kingston e Xavier Woods del New Day e gli Usos (Jimmy Uso e Jey Uso) per lo SmackDown Tag Team Championship (detenuto dagli Usos) è terminato in no-contest a causa dell'intervento dei Bludgeon Brothers (Harper e Rowan). Nella puntata di SmackDown del 13 marzo Big E (terzo membro del New Day) e Jimmy Uso sono stati sconfitti dai Bludgeon Brothers. Nella puntata di SmackDown del 27 marzo Big E e Woods sono stati sconfitti dai Bludgeon Brothers per squalifica a causa dell'intervento degli Usos; più tardi, quella sera, è stato annunciato che gli Usos dovranno difendere lo SmackDown Tag Team Championship in un Triple Threat Tag Team match contro i Bludgeon Brothers e il New Day a WrestleMania.

### Torneo per il WWE Cruiserweight Championship
|  | Ottavi di finale 205 Live (30 gennaio 2018–20 febbraio 2018) | Ottavi di finale 205 Live (30 gennaio 2018–20 febbraio 2018) | Ottavi di finale 205 Live (30 gennaio 2018–20 febbraio 2018) |                 |                  | Quarti di finale 205 Live (27 febbraio 2018–6 marzo 2018) | Quarti di finale 205 Live (27 febbraio 2018–6 marzo 2018) | Quarti di finale 205 Live (27 febbraio 2018–6 marzo 2018) |  |  | Semifinali 205 Live (13 marzo 2018–20 marzo 2018) | Semifinali 205 Live (13 marzo 2018–20 marzo 2018) | Semifinali 205 Live (13 marzo 2018–20 marzo 2018) |  |  | Finale WrestleMania 34 (8 aprile 2018) | Finale WrestleMania 34 (8 aprile 2018) | Finale WrestleMania 34 (8 aprile 2018) |  |
|  |                                                              |                                                              |                                                              |                 |                  |                                                           |                                                           |                                                           |  |  |                                                   |                                                   |                                                   |  |  |                                        |                                        |                                        |  |
|  | Cedric Alexander                                             | Cedric Alexander                                             | Schienamento                                                 |                 |                  |                                                           |                                                           |                                                           |  |  |                                                   |                                                   |                                                   |  |  |                                        |                                        |                                        |  |
|  | Cedric Alexander                                             | Cedric Alexander                                             | Schienamento                                                 |                 |                  |                                                           |                                                           |                                                           |  |  |                                                   |                                                   |                                                   |  |  |                                        |                                        |                                        |  |
|  | Gran Metalik                                                 | Gran Metalik                                                 | 09:27                                                        |                 |                  |                                                           |                                                           |                                                           |  |  |                                                   |                                                   |                                                   |  |  |                                        |                                        |                                        |  |
|  | Gran Metalik                                                 | Gran Metalik                                                 | 09:27                                                        |                 | Cedric Alexander | Cedric Alexander                                          | Schienamento                                              |                                                           |  |  |                                                   |                                                   |                                                   |  |  |                                        |                                        |                                        |  |
|  |                                                              |                                                              |                                                              |                 | Cedric Alexander | Cedric Alexander                                          | Schienamento                                              |                                                           |  |  |                                                   |                                                   |                                                   |  |  |                                        |                                        |                                        |  |
|  |                                                              |                                                              | TJP                                                          | TJP             | 17:21            |                                                           |                                                           |                                                           |  |  |                                                   |                                                   |                                                   |  |  |                                        |                                        |                                        |  |
|  | Tyler Bate                                                   | Tyler Bate                                                   | TJP                                                          | TJP             | 17:21            | 14:31                                                     |                                                           |                                                           |  |  |                                                   |                                                   |                                                   |  |  |                                        |                                        |                                        |  |
|  | Tyler Bate                                                   | Tyler Bate                                                   |                                                              |                 |                  |                                                           |                                                           |                                                           |  |  |                                                   |                                                   |                                                   |  |  |                                        |                                        |                                        |  |
|  | TJP                                                          | TJP                                                          | Schienamento                                                 |                 |                  |                                                           |                                                           |                                                           |  |  |                                                   |                                                   |                                                   |  |  |                                        |                                        |                                        |  |
|  | TJP                                                          | TJP                                                          | Schienamento                                                 |                 | Cedric Alexander | Cedric Alexander                                          | Schienamento                                              |                                                           |  |  |                                                   |                                                   |                                                   |  |  |                                        |                                        |                                        |  |
|  |                                                              |                                                              |                                                              |                 |                  |                                                           |                                                           |                                                           |  |  |                                                   |                                                   |                                                   |  |  |                                        |                                        |                                        |  |
|  |                                                              |                                                              | Roderick Strong                                              | Roderick Strong | 14:54            |                                                           |                                                           |                                                           |  |  |                                                   |                                                   |                                                   |  |  |                                        |                                        |                                        |  |
|  | Kalisto                                                      | Kalisto                                                      | Roderick Strong                                              | Roderick Strong | 14:54            | Schienamento                                              |                                                           |                                                           |  |  |                                                   |                                                   |                                                   |  |  |                                        |                                        |                                        |  |
|  | Kalisto                                                      | Kalisto                                                      |                                                              |                 |                  |                                                           |                                                           |                                                           |  |  |                                                   |                                                   |                                                   |  |  |                                        |                                        |                                        |  |
|  | Lince Dorado                                                 | Lince Dorado                                                 | 11:37                                                        |                 |                  |                                                           |                                                           |                                                           |  |  |                                                   |                                                   |                                                   |  |  |                                        |                                        |                                        |  |
|  | Lince Dorado                                                 | Lince Dorado                                                 | 11:37                                                        |                 | Kalisto          | Kalisto                                                   | 11:39                                                     |                                                           |  |  |                                                   |                                                   |                                                   |  |  |                                        |                                        |                                        |  |
|  |                                                              |                                                              |                                                              |                 | Kalisto          | Kalisto                                                   | 11:39                                                     |                                                           |  |  |                                                   |                                                   |                                                   |  |  |                                        |                                        |                                        |  |
|  |                                                              |                                                              | Roderick Strong                                              | Roderick Strong | Schienamento     |                                                           |                                                           |                                                           |  |  |                                                   |                                                   |                                                   |  |  |                                        |                                        |                                        |  |
|  | Hideo Itami                                                  | Hideo Itami                                                  | Roderick Strong                                              | Roderick Strong | Schienamento     | 17:04                                                     |                                                           |                                                           |  |  |                                                   |                                                   |                                                   |  |  |                                        |                                        |                                        |  |
|  | Hideo Itami                                                  | Hideo Itami                                                  |                                                              |                 |                  |                                                           |                                                           |                                                           |  |  |                                                   |                                                   |                                                   |  |  |                                        |                                        |                                        |  |
|  | Roderick Strong                                              | Roderick Strong                                              | Schienamento                                                 |                 |                  |                                                           |                                                           |                                                           |  |  |                                                   |                                                   |                                                   |  |  |                                        |                                        |                                        |  |
|  | Roderick Strong                                              | Roderick Strong                                              | Schienamento                                                 |                 | Cedric Alexander | Cedric Alexander                                          | Schienamento                                              |                                                           |  |  |                                                   |                                                   |                                                   |  |  |                                        |                                        |                                        |  |
|  |                                                              |                                                              |                                                              |                 |                  |                                                           |                                                           |                                                           |  |  |                                                   |                                                   |                                                   |  |  |                                        |                                        |                                        |  |
|  |                                                              |                                                              | Mustafa Ali                                                  | Mustafa Ali     | 12:20            |                                                           |                                                           |                                                           |  |  |                                                   |                                                   |                                                   |  |  |                                        |                                        |                                        |  |
|  | Drew Gulak                                                   | Drew Gulak                                                   | Mustafa Ali                                                  | Mustafa Ali     | 12:20            | KO tecnico                                                |                                                           |                                                           |  |  |                                                   |                                                   |                                                   |  |  |                                        |                                        |                                        |  |
|  | Drew Gulak                                                   | Drew Gulak                                                   |                                                              |                 |                  |                                                           |                                                           |                                                           |  |  |                                                   |                                                   |                                                   |  |  |                                        |                                        |                                        |  |
|  | Tony Nese                                                    | Tony Nese                                                    | 16:10                                                        |                 |                  |                                                           |                                                           |                                                           |  |  |                                                   |                                                   |                                                   |  |  |                                        |                                        |                                        |  |
|  | Tony Nese                                                    | Tony Nese                                                    | 16:10                                                        |                 | Drew Gulak       | Drew Gulak                                                | Sottomissione                                             |                                                           |  |  |                                                   |                                                   |                                                   |  |  |                                        |                                        |                                        |  |
|  |                                                              |                                                              |                                                              |                 | Drew Gulak       | Drew Gulak                                                | Sottomissione                                             |                                                           |  |  |                                                   |                                                   |                                                   |  |  |                                        |                                        |                                        |  |
|  |                                                              |                                                              | Mark Andrews                                                 | Mark Andrews    | 12:10            |                                                           |                                                           |                                                           |  |  |                                                   |                                                   |                                                   |  |  |                                        |                                        |                                        |  |
|  | Akira Tozawa                                                 | Akira Tozawa                                                 | Mark Andrews                                                 | Mark Andrews    | 12:10            | 12:28                                                     |                                                           |                                                           |  |  |                                                   |                                                   |                                                   |  |  |                                        |                                        |                                        |  |
|  | Akira Tozawa                                                 | Akira Tozawa                                                 |                                                              |                 |                  |                                                           |                                                           |                                                           |  |  |                                                   |                                                   |                                                   |  |  |                                        |                                        |                                        |  |
|  | Mark Andrews                                                 | Mark Andrews                                                 | Schienamento                                                 |                 |                  |                                                           |                                                           |                                                           |  |  |                                                   |                                                   |                                                   |  |  |                                        |                                        |                                        |  |
|  | Mark Andrews                                                 | Mark Andrews                                                 | Schienamento                                                 |                 | Drew Gulak       | Drew Gulak                                                | 15:13                                                     |                                                           |  |  |                                                   |                                                   |                                                   |  |  |                                        |                                        |                                        |  |
|  |                                                              |                                                              |                                                              |                 |                  |                                                           |                                                           |                                                           |  |  |                                                   |                                                   |                                                   |  |  |                                        |                                        |                                        |  |
|  |                                                              |                                                              | Mustafa Ali                                                  | Mustafa Ali     | Schienamento     |                                                           |                                                           |                                                           |  |  |                                                   |                                                   |                                                   |  |  |                                        |                                        |                                        |  |
|  | Buddy Murphy                                                 | Buddy Murphy                                                 | Mustafa Ali                                                  | Mustafa Ali     | Schienamento     | Schienamento                                              |                                                           |                                                           |  |  |                                                   |                                                   |                                                   |  |  |                                        |                                        |                                        |  |
|  | Buddy Murphy                                                 | Buddy Murphy                                                 |                                                              |                 |                  |                                                           |                                                           |                                                           |  |  |                                                   |                                                   |                                                   |  |  |                                        |                                        |                                        |  |
|  | Ariya Daivari                                                | Ariya Daivari                                                | 07:46                                                        |                 |                  |                                                           |                                                           |                                                           |  |  |                                                   |                                                   |                                                   |  |  |                                        |                                        |                                        |  |
|  | Ariya Daivari                                                | Ariya Daivari                                                | 07:46                                                        |                 | Buddy Murphy     | Buddy Murphy                                              | 11:05                                                     |                                                           |  |  |                                                   |                                                   |                                                   |  |  |                                        |                                        |                                        |  |
|  |                                                              |                                                              |                                                              |                 | Buddy Murphy     | Buddy Murphy                                              | 11:05                                                     |                                                           |  |  |                                                   |                                                   |                                                   |  |  |                                        |                                        |                                        |  |
|  |                                                              |                                                              | Mustafa Ali                                                  | Mustafa Ali     | Schienamento     |                                                           |                                                           |                                                           |  |  |                                                   |                                                   |                                                   |  |  |                                        |                                        |                                        |  |
|  | Gentleman Jack Gallagher                                     | Gentleman Jack Gallagher                                     | Mustafa Ali                                                  | Mustafa Ali     | Schienamento     | 17:08                                                     |                                                           |                                                           |  |  |                                                   |                                                   |                                                   |  |  |                                        |                                        |                                        |  |
|  | Gentleman Jack Gallagher                                     | Gentleman Jack Gallagher                                     |                                                              |                 |                  |                                                           |                                                           |                                                           |  |  |                                                   |                                                   |                                                   |  |  |                                        |                                        |                                        |  |
|  | Mustafa Ali                                                  | Mustafa Ali                                                  | Schienamento                                                 |                 |                  |                                                           |                                                           |                                                           |  |  |                                                   |                                                   |                                                   |  |  |                                        |                                        |                                        |  |

## Risultati
| #       | Incontri                                                                                                 | Stipulazioni                                                                          | Durata |
| ------- | --- | ------------------------------------------------------------------------------------- | ------ |
| Kickoff | Matt Hardy ha vinto eliminando per ultimo Baron Corbin                                                   | André the Giant Memorial Battle Royal                                                 | 15:45  |
| Kickoff | Cedric Alexander ha sconfitto Mustafa Ali                                                                | Single match per il vacante WWE Cruiserweight Championship                            | 12:20  |
| Kickoff | Naomi ha vinto eliminando per ultima Bayley                                                              | WrestleMania Women's Battle Royal                                                     | 9:50   |
| 1       | Seth Rollins ha sconfitto The Miz (c) e Finn Bálor                                                       | Triple threat match per il WWE Intercontinental Championship                          | 15:30  |
| 2       | Charlotte Flair (c) ha sconfitto Asuka per sottomissione                                                 | Single match per il WWE SmackDown Women's Championship                                | 13:05  |
| 3       | Jinder Mahal ha sconfitto Randy Orton (c), Bobby Roode e Rusev (con Aiden English)                       | Fatal four-way match per il WWE United States Championship                            | 8:15   |
| 4       | Kurt Angle e Ronda Rousey hanno sconfitto Triple H e Stephanie McMahon                                   | Mixed tag team match                                                                  | 20:40  |
| 5       | I Bludgeon Brothers hanno sconfitto gli Usos (c) e il New Day (Big E e Kofi Kingston) (con Xavier Woods) | Triple threat tag team match per il WWE SmackDown Tag Team Championship               | 5:50   |
| 6       | The Undertaker ha sconfitto John Cena                                                                    | Single match                                                                          | 2:45   |
| 7       | Daniel Bryan e Shane McMahon hanno sconfitto Kevin Owens e Sami Zayn                                     | Tag team match Se Owens e Zayn avessero vinto, sarebbero stati riassunti a SmackDown. | 15:25  |
| 8       | Nia Jax ha sconfitto Alexa Bliss (c)                                                                     | Single match per il WWE Raw Women's Championship                                      | 10:15  |
| 9       | AJ Styles (c) ha sconfitto Shinsuke Nakamura                                                             | Single match per il WWE Championship                                                  | 20:20  |
| 10      | Braun Strowman e Nicholas hanno sconfitto i The Bar (c)                                                  | Tag team match per il WWE Raw Tag Team Championship                                   | 4:00   |
| 11      | Brock Lesnar (c) (con Paul Heyman) ha sconfitto Roman Reigns                                             | Single match per il WWE Universal Championship                                        | 15:55  |